# Сасіно
Сасіно (пол. Sasino) — село в Польщі, у гміні Хочево Вейгеровського повіту Поморського воєводства.
Населення — 461 особа (2011).
У 1975-1998 роках село належало до Гданського воєводства.

## Демографія
Демографічна структура станом на 31 березня 2011 року:
|          | Загалом | Допрацездатний вік | Працездатний вік | Постпрацездатний вік |
| -------- | ------- | ------------------ | ---------------- | -------------------- |
| Чоловіки | 239     | 40                 | 174              | 25                   |
| Жінки    | 222     | 42                 | 133              | 47                   |
| Разом    | 461     | 82                 | 307              | 72                   |